# Масюгино
Масюгино — деревня в городском округе Клин Московской области России.

## Население
| 1852 | 1859 | 1890 | 1899 | 1926 | 2002 | 2006 | 2010 |
| ---- | ---- | ---- | ---- | ---- | ---- | ---- | ---- |
| 24   | ↗41  | ↘26  | ↗32  | ↗36  | ↗193 | ↘173 | ↗174 |

## География
Деревня расположена на северо-западе Московской области, в центральной части городского округа Клин, в 1 км от северной окраины города Высоковска, высота центра над уровнем моря — 179 м. В деревне зарегистрированы 9 садоводческих товариществ (СНТ). Связана автобусным сообщением с Клином и Высоковском. Ближайшие населённые пункты — Бекетово на юго-запад, Полушкино на востоке и Дмитриева на севере.

## История
В середине XIX века деревня Масюгино 2-го стана Клинского уезда Московской губернии принадлежала майору Григорию Петровичу Погонину, в деревне было 4 двора, крестьян 14 душ мужского пола и 10 душ женского.
В «Списке населённых мест» 1862 года — владельческая деревня 1-го стана Клинского уезда по правую сторону Волоколамского тракта, в 9 верстах от уездного города и 20 верстах от становой квартиры, при реке Вяз, с 5 дворами и 41 жителем (20 мужчин, 21 женщина).
В 1899 году входила в состав Селинской волости Клинского уезда, проживало 32 человека.
По материалам Всесоюзной переписи населения 1926 года — деревня Полушкинского сельсовета Владыкинской волости Клинского уезда в 2,1 км от Клинско-Волоколамского шоссе и 2,1 км от станции Высоково Октябрьской железной дороги; проживало 36 человек (18 мужчин, 18 женщин), насчитывалось 7 хозяйств, из которых 6 крестьянских.
- 1994—1995 гг. — административный центр Масюгинского сельского округа Клинского района Московской области[17];
- 1995—2006 гг. — деревня Шипулинского сельского округа Клинского района Московской области[17];
- 2006—2017 гг. — деревня городского поселения Высоковск Клинского района Московской области[18];
- с 2017 года — деревня городского округа Клин Московской области[19].